# Weberbauera stenophylla
Weberbauera stenophylla là một loài thực vật có hoa trong họ Cải. Loài này được (Leyb.) Al-Shehbaz miêu tả khoa học đầu tiên năm 1990.